# Louis-Anselme-François Pasqueraye du Rouzay
Louis-Anselme-François Pasqueraye du Rouzay, comte du Rouzay, né le 2 novembre 1765 à Angers paroisse de Saint-Michel-La-Palud, mort le 5 septembre 1839 à Angers, était un officier français, écuyer, et émigré en 1789.

## Biographie
Fils de Marie-Madeleine-Renée de Mailly-Montjean et d'Anselme-Étienne Pasqueraye du Rouzay (1728-1785), seigneur de Saint-Jean-des-Mauvrets, de Bois-Joly à Cuillé, de Chauvigné à Denazé, secrétaire du roi de la grande Chancellerie de France,. 

### Ancien régime
En 1787, il est officier de cavalerie aux Chasseurs des Alpes à cheval,, il vote avec la noblesse en 1789.

### Ēmigration
À la Révolution il émigre. En 1794, il est sergent dans le régiment d'Autichamp de l'armée des princes.

### Consulat
Amnistié, il prête le serment de fidélité à son retour en France. Il épouse en 1806, Aimée Vollaige de Vaugirault(1778-1826).

### Restauration
En mai 1814, il est l'un des trois angevins qui ont fait les premiers arborer le drapeau blanc royal à Angers, avec le marquis de Senonnes et le comte d'Autichamp.
Par lettres patentes du 6 juillet 1826, le Roi Charles X érigea en majorat, en sa faveur, le château de Saint-Jean-des-Mauvrets et ses dépendances, et à ce majorat fut attaché le titre de comte,,.
En 1832, pendant l'insurrection vendéenne menée par la duchesse du Berry, le château du comte du Rouzay est « fouillé » par la Garde nationale du bourg de Sceaux qui étaient à la recherche de chouans dans la région.

## Mandats électoraux
Maire de la commune de Saint-Jean-des-Mauvrets de 1808 aux Cent-Jours, puis de 1816 à 1830. Membre du conseil d'arrondissement d'Angers de 1816 à 1827.Conseiller général de Maine-et-Loire en 1829

## Décorations
- Chevalier de l'Ordre Royal et Militaire de Saint-Louis le 27 décembre 1814[5],[15],[16].